# Bekenntniskirche (Gersthofen)

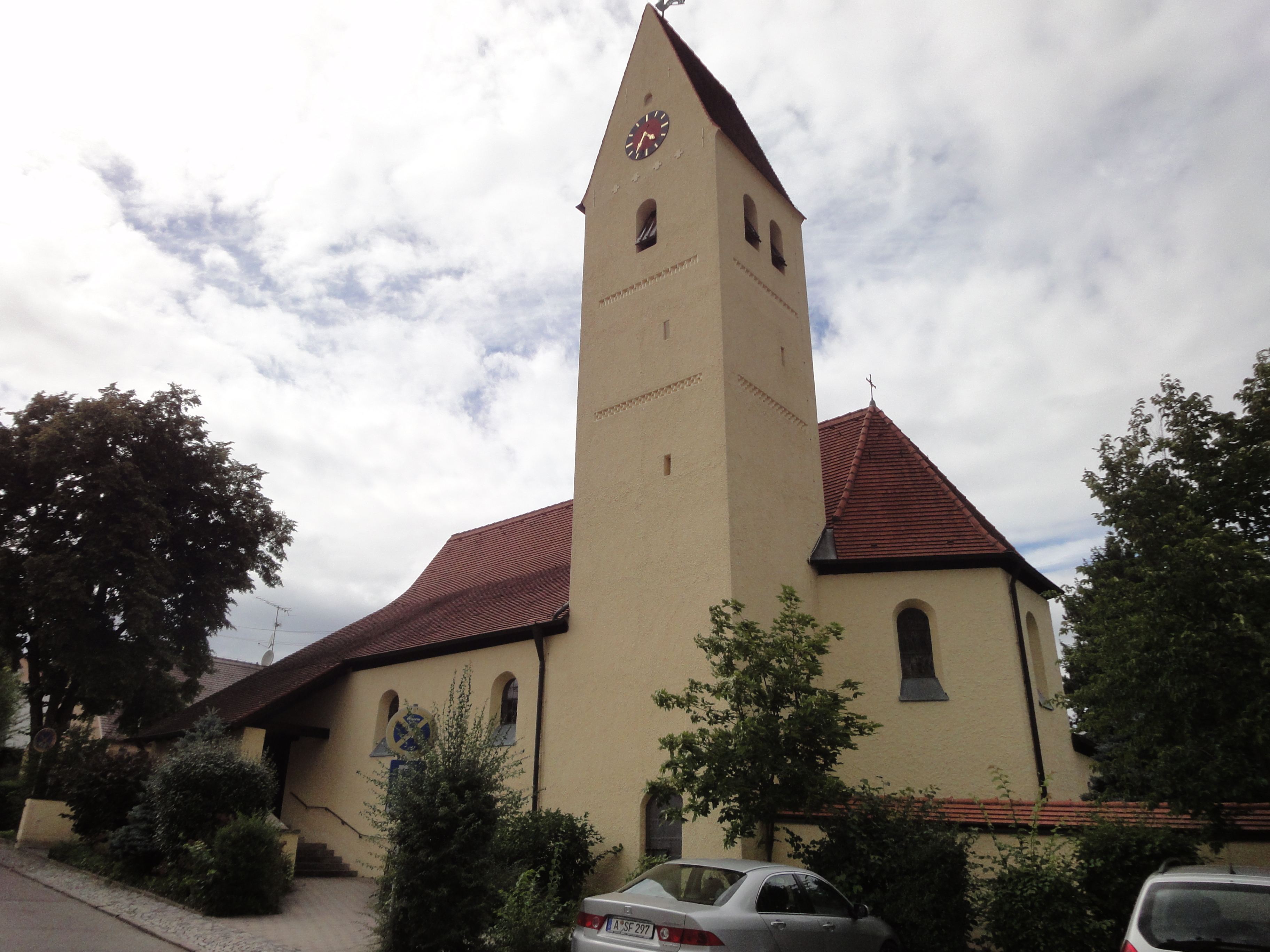
Bekenntniskirche Gersthofen

Die Bekenntniskirche in Gersthofen, einer Stadt im bayerisch-schwäbischen Landkreis Augsburg, ist eine Evangelisch-Lutherische Kirche. Das Gebäude ist ein Baudenkmal.

## Geschichte
Im Rahmen des Baus der Bahnlinie und der Elektrifizierung kam es um 1900 zu einem wirtschaftlichen Aufschwung in Gersthofen und dabei zum Zuzug evangelischer Christen in das zuvor rein katholische Gebiet. Diese wurden zusammen mit Gläubigen aus Gablingen und Langweid seit 1898 von Oberhausen aus betreut. Ab 1907 wurden zunächst monatlich in der Gersthofener Fabrikschule Gottesdienste gehalten. Der 1925 gegründete Kirchbauverein konnte durch eigene Sammlungen, vor allem aber durch größere Unterstützung von politischer Gemeinde, Landeskirche und besonders des nahen Gersthofer I.G. Farben-Werks am 11. November 1934 den Grundstein zum Kirchenbau legen, dem bereits am 30. Mai 1935 die Einweihung folgte. Der Name der Kirche wurde als Bekennende Kirche in Abgrenzung zu den Deutschen Christen gewählt. Die Kirche überstand den Zweiten Weltkrieg als einzige des Dekanats Augsburg ohne Beschädigung. Durch den Zuzug der Heimatvertriebenen wuchs die Gemeinde bis zur Selbständigkeit im Jahr 1960 mit eigener Pfarrstelle.

## Gebäude
Die Kirche wurde oberhalb der Ludwig-Hermann-Straße durch den Architekten German Bestelmeyer als zweischiffige Stufenhalle mit eingezogenem Chor errichtet, welcher um vier Stufen erhöht ist. Der Fußboden ist mit roten Ziegelplatten ausgelegt. Das sechs Meter breite Hauptschiff ist von einer Balkendecke überspannt. Eine von zwei Säulen getragene rundbogige Arkade nach romanischen Vorbildern trennt es von dem nur südlich vorhandenen Seitenschiff, dessen Kreuzgratgewölbe bis etwa einen Meter unterhalb der Balkendecke reichen. Am Seitenschiff liegt das Portal. Der Satteldachturm grenzt südöstlich, die Sakristei nordöstlich an das Kirchenschiff. Das Gebäude ist als verputzter Ziegelbau mit rotem Dach ausgeführt.

## Ausstattung
Die Kirche wurde neu ausgestattet. Altar, Kanzel und Taufstein wurden geradlinig in Muschelkalk ausgeführt. Die Verglasung wurde durch Josef Oberberger in klaren Farben als Darstellung der Weihnachtsgeschichte, Auferstehung und Himmelfahrt erschaffen. Die heutige Orgel von Deininger & Renner wurde 2001 eingebaut und umfasst 14 Register. Der Glockenstuhl umfasst die kleine Stunden-, die mittlere Gebets- und die große Bekenntnisglocke.